# Державний археологічний музей Кашатагу
Державний археологічний музей Кашатагу — музей, розташований в місті Бердзор Кашатазького району Нагірно-Карабаської Республіки. Музей розташований в триповерховій будівлі, охоплюючи повністю другий та третій поверхи та поділяючи перший поверх з бібліотекою.
Цей музей відрізняється чудовим зібранням артефактів, виявлених в ході археологічних розкопок на території Кашатазького району НКР, зроблених після 1995 року. Величезна кількість речових матеріалів ілюструють історію розвитку культури в цьому цікавому куточку Карабаху, в долинах річок Аракс і Акарі.
Особливо слід виділити матеріали, отримані в ході розкопок поселення Керен, де були виявлені предмети матеріальної культури 9-5 століть до нашої ери. Крім звичайної для Карабаху кераміки, у музеї демонструються знайдені тут антропоморфні посудини вражаючої краси і витонченості, що свідчать про високий рівень культури населення.
Унікальні жіночі прикраси з напів дорогоцінних каменів з курганних поховань того ж періоду є родзинкою цього музею.

## Галерея

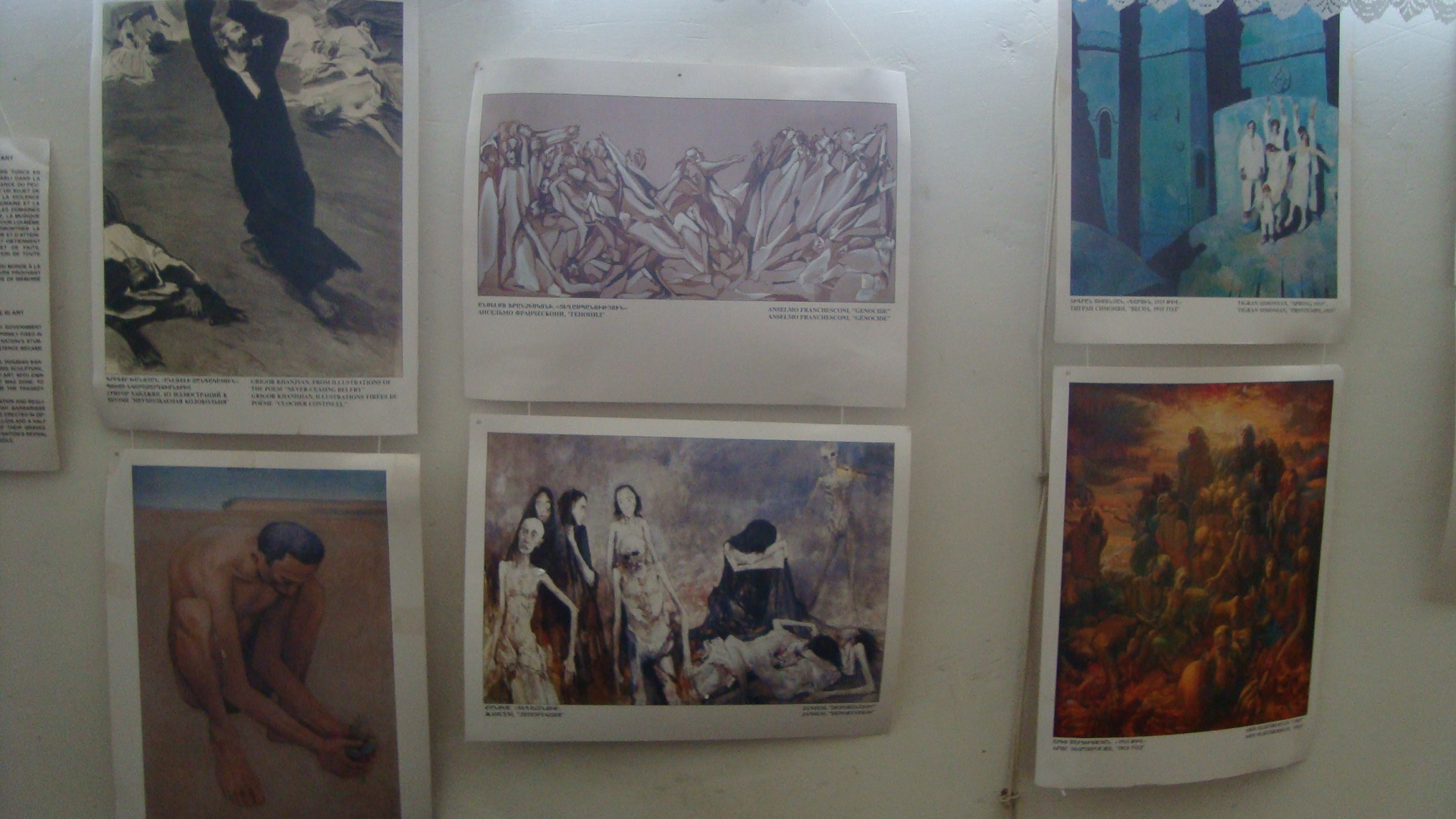
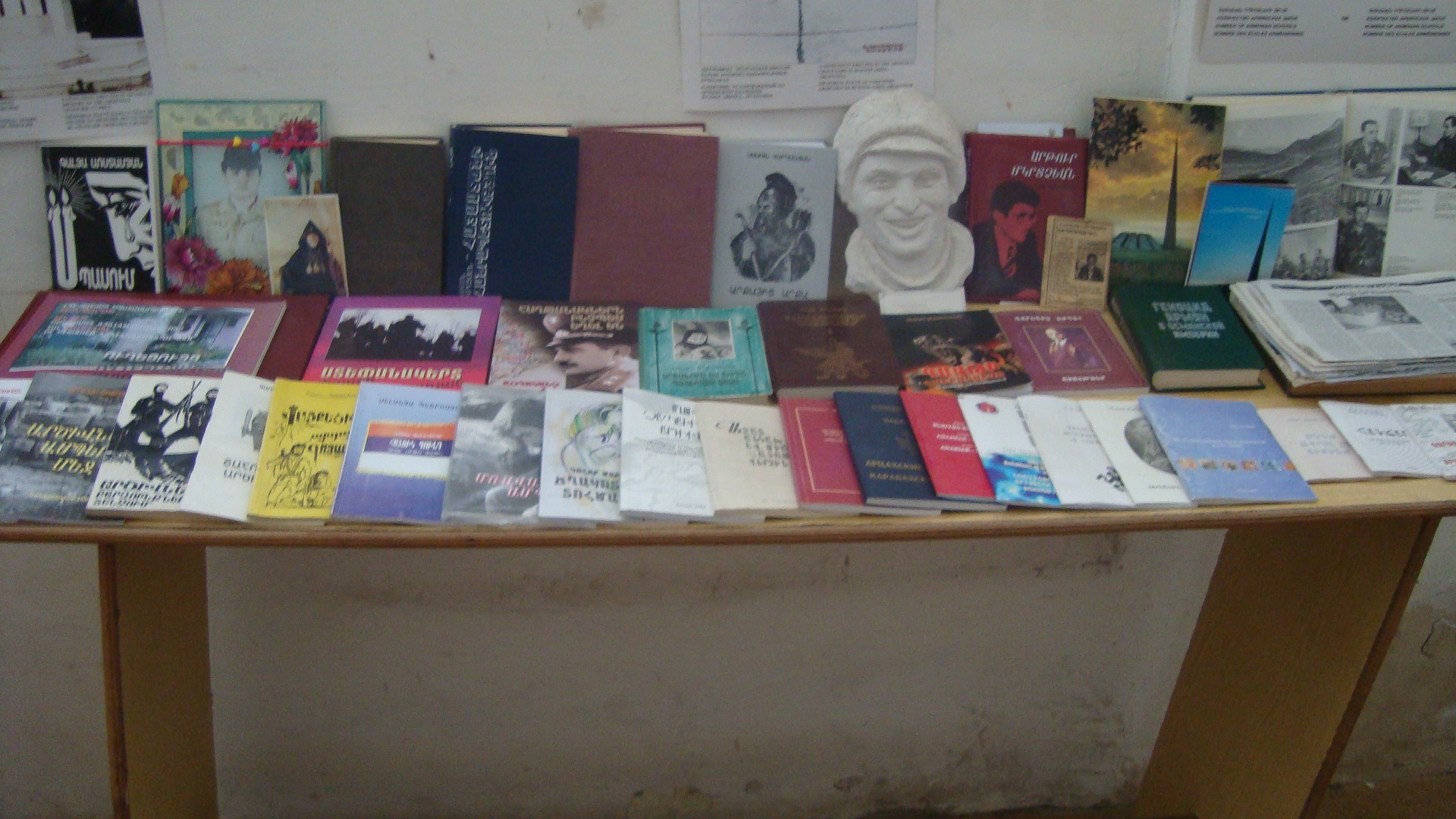
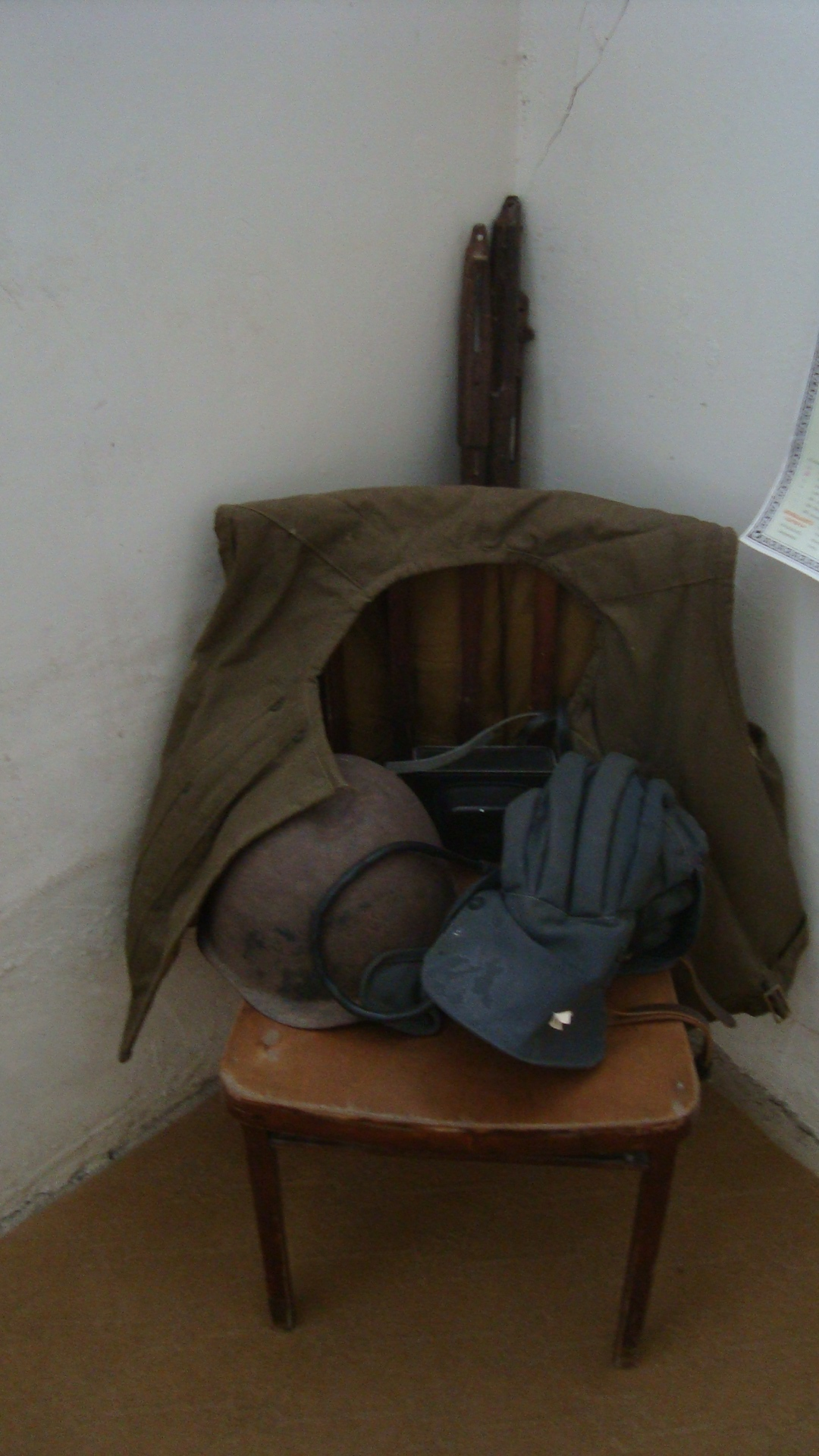